# Joós László
Joós László (Budapest, 1944. április 20. – Veszprém, 2023. május 3.) Jászai Mari-díjas (1978) színész. A Veszprémi Petőfi Színház örökös tagja.

## Élete, pályafutása
Édesapja egy nagyobb budapesti vállalat könyvelője volt, ám kereskedelmi végzettsége, érettségije mellett is szenvedélyesen érdeklődött az irodalom iránt, és az irodalom szeretetét igyekezett fiában is elültetni.
Ennek ellenére hogy biztos szakmája is legyen, a (Horváth Mihály téri) általános iskola elvégzése után 1958–1962 között a Puskás Tivadar Távközlési Technikumban tanult, de közben elszántan készült a színészi hivatásra. Második alkalommal vették fel a Színművészeti Főiskolára, ezért érettségi után egy évig a Széchenyi-hegyi adótoronyban dolgozott távközlési technikusként.
A Színművészeti Főiskolán 1963-tól 1967-ig tanult Ádám Ottó osztályában. Diplomája megszerzése után Pétervári István színigazgató hívta a Veszprémi Petőfi Színházba, ahol 1967–1977 között játszott. Ezt követően 1977–1979 között a budapesti Radnóti Színház, majd egy évadra 1980-ban a Kecskeméti Katona József Színház társulatának tagja volt. Három év után tért vissza Veszprémbe a Petőfi Színházba, és itt lépett fel nyugállományba vonulásáig.

## Családja, magánélete
Felesége pedagógus volt. 2001-ben hunyt el. Két lánya és két unokája van.
Kedvenc időtöltése a művészi fafaragás.

## Filmszerepei
- Fügefalevél (rendezte: Máriássy Félix, 1966)
- Máglyák Firenzében (rendezte: Szinetár Miklós, 1967) (tévéfilm)
- Az édenen innen és túl (rendezte: Esztergályos Károly, 1971) (tévéfilm)
- Gyémántok (rendezte: Hajdufy Miklós, 1976) (tévéfilm)
- Csillag a máglyán (rendezte: Ádám Ottó, Kormos Gyula, 1979)
- Védtelen utazók (rendezte: Felvidéki Judit, 1981) (tévéfilm)
- Özvegy és leánya (televíziós minisorozat, 1983) – Boldogtalan szerelmesek című epizód (rendezte: Horváth Gergely)
- Vadászat angolokra (rendezte: Bagó Bertalan, 2006) ... Báró Vén

## Színház
Néhány emlékezetes alakítása (Veszprémi Petőfi Színház):
- Jean Racine: Phaedra (rendezte: Horváth Jenő, bemutató: 1968. február 16.) ... Hyppolitos
- Vörösmarty Mihály: Csongor és Tünde (rendezte: Valló Péter, bemutató: 1973. november 9.) ... Csongor
- Katona József: Bánk bán (rendezte: Pethes György, bemutató: 1976. december 17.) ... Bánk
- Justinas Marcinkevičius: Mindaugas (1977) ... Mindaugas (Radnóti Színpadon)
- Egon Wolff: Papírvirágok (rendezte: Orbán Tibor, bemutató: 1980. december 11.) ... Sneci
- Csehov: Sirály (rendezte: Dömölky János, bemutató: 1981. január 23.) ... Trigorin
- Molnár Ferenc: Olympia (rendezte: Sík Ferenc, bemutató: 1983. január 14.) ... Albert
- Balázs Béla: A kékszakállú herceg vára (rendezte: Gergely László, bemutató: 1985. március 20.) ... A kékszakállú herceg
- Spiró György: Az imposztor (rendezte: Horvai István, bemutató: 1988. szeptember 30.) ... Skibinski
- Csehov: Három nővér (rendezte: Árkosi Árpád, bemutató: 1998. január 9.) ... Alekszandr Ignatyevics Versinyin[4]
- Gogol: A revizor (rendezte: Bagó Bertalan, bemutató: 2002. november 29.) ... Hlopov
- Scarnacci-Tarabusi: Kaviár és lencse (rendezte: Korognai Károly, bemutató: 2003. december 12.) ... Chioccia báró
- Németh László: Galilei (rendezte: Ruszt József, bemutató: 2004. március 5.) ... Scaglia bíboros
- Galambos Péter: Ádámcsutka (rendezte: Galambos Péter, bemutató: 2006. október 13.) ... Férj

## Színházi felvételei
- 1967 – Thomas Mann: Mario és a varázsló (A Magyar Televízió felvétele a Thália Színház előadásáról, rendezte: Kazimir Károly) ... Pamutinges fiatalember
- 1989 – Spiró György: Az imposztor (rendezte: Horvai István) ... Skibinski

## Portréműsor
- Vastaps Joós Lászlónak, a Vastaps sorozat 1. része Beszélgetés Varga Róbert újságíróval, rendezte: Magyar Attila, 2011

## Díjai, elismerései
- 1978 – Jászai Mari-díj
- 2002 – A Veszprémi Petőfi Színház örökös tagsága